# Kościół św. Jakuba Starszego Apostoła w Wiśle Małej
Kościół św. Jakuba Starszego Apostoła (pierwotnie pod wezwaniem Narodzenia Matki Boskiej) – kościół parafialny w Wiśle Małej w gminie Pszczyna.
Kościół znajduje się na Szlaku Architektury Drewnianej województwa śląskiego w pętli pszczyńskiej.

## Historia
Pierwszy kościół w tym miejscu wzmiankowany był już w 1326 r. W XVI w. znajdował się on przejściowo w rękach protestantów. Obecny został wzniesiony w latach 1775-82 przez Jerzego Laska (zwanego Beczałą) z Chybia i Jerzego Kaszturę z Łąki. Powiększony w 1923 r.

## Konstrukcja
Kościół orientowany. Drewniany, konstrukcji zrębowej, na ceglanym podmurowaniu. Prezbiterium zamknięte prostą ścianą, z zakrystią wydzieloną od wschodu. Nawa prostokątna z kruchtą od południa. Od zachodu kwadratowa wieża konstrukcji słupowej z przybudówką mieszczącą schody na chór muzyczny. Od zewnątrz otoczony wraz z wieżą (z wyjątkiem ściany wschodniej) otwartymi sobotami wspartymi na słupach z mieczowaniami; przy obu wejściach do nawy dachy sobót podwyższone. Na wschodniej ścianie zadaszenie stanowiące przedłużenie sobót. Dachy siodłowe, wraz z daszkami sobót kryte gontem, ściany ponad sobotami szalowane deskami. Wieża, pierwotnie nie połączona z nawą (nawę przedłużono ku zachodowi w 1923 r.), o ścianach pochyłych, pobitych gontem, z nadwieszoną izbicą szalowaną ozdobnie wyrzynanymi deskami, zwieńczona baniastym hełmem, krytym gontem.
Wnętrze kościoła pokryte polichromią z 1896 r. Wyposażenie wnętrza jednolite, późnobarokowe i rokokowe. Ołtarz główny, rokokowy, wykonany w 1776 r. przez Wacława Donaya ze Skoczowa, malowany przez Andrzeja Helffera; kulisowy, z rzeźbami św. Piotra i św. Amadeusza oraz obrazem św. Jakuba Starszego ze sceną ścięcia w tle, sygnowanym przez Ignacego Günthera z Opawy (1777). Dwa ołtarze boczne rokokowe, wykonane przez stolarza Franciszka Zawiszę z Pszczyny i rzeźbiarza Jana Proezlera z Cieszyna: lewy z 1779 r. z obrazem przedstawiającym Cudowne Pomnożenie Chleba, prawy z 1777 r. z obrazami św. Walentego i św. Jana Nepomucena w zwieńczeniu. Ambona, połączona z późniejszą chrzcielnicą, późnobarokowa z XVIII w. Chrzcielnica w formie anioła trzymającego czarę, autorstwa Jana Proezlera z 1780 r. Organy z 1856 r. Szereg obrazów z XVIII w. Wśród naczyń liturgicznych, późnobarokowych lub rokokowych, wyróżnia się późnogotycki kielich z I ćwierci XVI w.